# Европско првенство у атлетици на отвореном 1934 — бацање кугле за мушкарце
Такмичење у бацању кугле у мушкој конкуренцији на 1. Европском првенству у атлетици 1934. у Торину одржано је 9. септембра на Стадиону Бенито Мусолини.

## Земље учеснице
Учествовало је 13 такмичара из 11 земаља.
1. Естонија (1)
2. Италија (1)
3. Југославија (1)
4. Мађарска (1)
5. Немачка (1)
6. Пољска (1)
7. Финска (1)
8. Француска (2)
9. Холандија (1)
10. Чехословачка (1)
11. Шведска (2)

Због малог броја учесника није било квалификација. Сви пријављени су учествовали у финалу.

## Освајачи медаља
|                        |                     |                             |
| Арнолд Видинг Естонија | Ристо Кунтси Финска | Франтишек Дуда Чехословачка |

## Резултати
Због малог броја учесника није било предтакмичења, па су сви пријављени учествовали у финалу.

### Финале
| Пласман | Такмичарка       | Земља        | Резултат | Белешке |
| ------- | ---------------- | ------------ | -------- | ------- |
|         | Арнолд Видинг    | Естонија     | 15,19    | РЕП     |
|         | Ристо Кунтси     | Финска       | 15,19    | РЕП     |
|         | Франтишек Дуда   | Чехословачка | 15,18    |         |
| 4.      | Самуел Норби     | Шведска      | 15,10    |         |
| 5.      | Валфрид Рамквист | Шведска      | 15,01    |         |
| 6.      | Јожеф Дарањи     | Мађарска     | 14,86    |         |
| 7.      | Зигмунт Хељаш    | Пољска       | 14,78    |         |
| 8.      | Ханс Велке       | Немачка      | 14,67    |         |
| 9.      | Клеман Дјур      | Француска    | 14,07    |         |
| 10.     | Жил Ноел         | Француска    | 14,00    |         |
| 11.     | Ад де Брајн      | Холандија    | 13,88    |         |
| 12.     | Алекса Ковачевић | Југославија  | 13,88    |         |
| 13.     | Лауро Бонинчини  | Италија      | 13,33    |         |